# ТГ21
ТГ21 и ТГ22 — магистральные тепловозы для линий колеи 1067 мм, предназначенные для вождения грузовых и пассажирских поездов в различных климатических условиях с широким диапазоном температур окружающего воздуха.

### История создания и выпуска
Тепловозы были разработаны после того, как в 1980-х годах на Сахалинской железной дороге прошла реконструкция пути и стало возможным увеличить нагрузку на ось до 22 тонн. Всего были построены один двухсекционный тепловоз ТГ21 и семь односекционных тепловозов ТГ22, последний из которых остался на заводе.

## Конструкция
Тепловоз ТГ21 — двухсекционный двухкабинный, а ТГ22 — односекционный двухкабинный. Секции тепловоза ТГ21 отличаются от тепловозов ТГ22 наличием межсекционных переходов в задней части вместо второй кабины. ТГ21 оборудован четырьмя автономными силовыми установками, а ТГ22 — двумя автономными силовыми установками. Из каждой кабины обеспечивается управление любой силовой установкой и тепловозом в целом.

### Силовая часть
В тепловозе устроено 2 отдельных дизель-гидравлических установки, при необходимости может работать только одна из них, при движении по лёгкому профилю экономится топливо.
Дизель — 6ЧН21/21 четырёхтактный шестицилиндровый с рядным расположением цилиндров, с газотурбинным наддувом с интеркулером. Частота вращения — 1400 об/мин.
Гидропередача — ГП-1050/211 с двумя гидротрансформаторами и одной гидромуфтой. ГП может быть оборудована гидродинамическим тормоз-замедлителем. Применение тормоз-замедлителя позволяет снизить износ тормозных колодок и колёс локомотива. Система автоматического управления гидропередачей — двухимпульсная электрогидравлическая.

### Тележки
Тележки двухосные с поводковыми буксами. Передача силы тяги от тележки на главную раму осуществляется рычажным механизмом, расположенным на уровне оси колёсной пары. Тип привода к движущим колесным парам — карданный с редукторами на осях колёсных пар.

### Тормозная система
Тормозная система предусматривает торможение тепловоза краном вспомогательного тормоза, экстренное и служебное торможение поезда и тепловоза, системы осушки сжатого воздуха и автоматического контроля обрыва тормозной магистрали. Компрессор ВУ 3,5/9-1450-Л двухступенчатый V-образный, номинальной производительностью 3,2 м³/мин. Ручной тормоз удерживает тепловоз на уклоне до 30 ‰.

### Интерьер
Машинное отделение кузова секции имеет двери, люки и съёмные элементы крыши, обеспечивающие свободный доступ к агрегатам для обслуживания, ремонта и демонтажа. Кабина машиниста разработана с учётом действующих санитарно-гигиенических требований. Приборы для контроля параметров силовой установки и вспомогательных агрегатов, оборудование для управления и безопасного ведения поезда расположены удобно. На тепловозе предусмотрена система бдительности.

## Эксплуатация

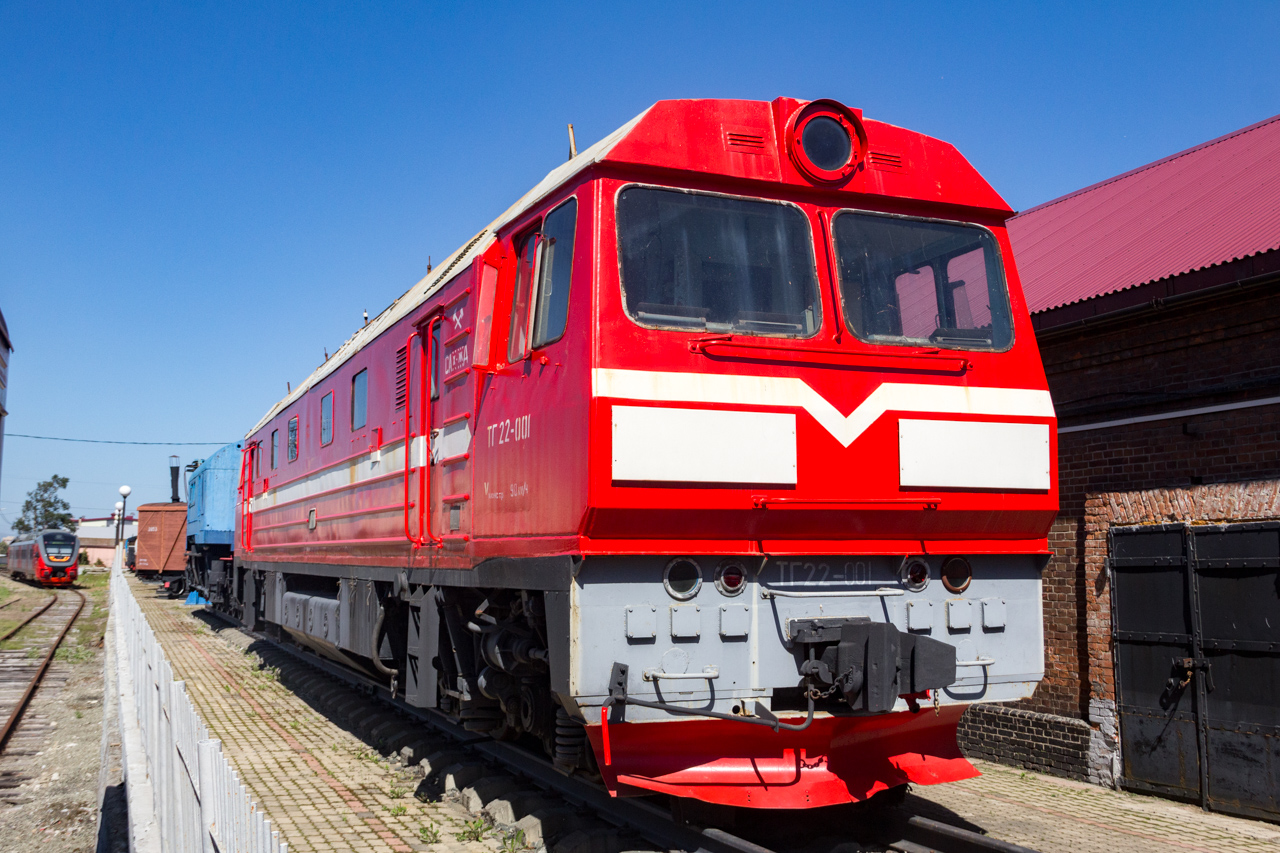
Тепловоз ТГ22-001 в музее

ТГ22-001, −002, −003, −004 с завода поступили в локомотивное депо Южно-Сахалинск, ТГ22-005 поступил в Холмск, ТГ22-006 — в Поронайск. В 1994 году они прошли модернизацию на Людиновском тепловозостроительном заводе. По состоянию на 2006 год все шесть тепловозов ТГ22 стояли в законсервированном состоянии на базе запаса депо Тымовск.
На 2021 год остался один тепловоз ТГ22 который находится в железнодорожном музее на станции Южно-Сахалинск.